# Zenithoptera lanei
Zenithoptera lanei – gatunek ważki z rodziny ważkowatych (Libellulidae). Występuje na terenie Ameryki Południowej.